# Limnophyes tamakitanaides
Limnophyes tamakitanaides är en tvåvingeart som beskrevs av Sasa 1981. Limnophyes tamakitanaides ingår i släktet Limnophyes och familjen fjädermyggor. Inga underarter finns listade i Catalogue of Life.